# Le Mariage de minuit (film, 1941)
Pour les articles homonymes, voir Le Mariage de minuit.
Pour plus de détails, voir Fiche technique et Distribution.
Le Mariage de minuit (titre original : Piccolo mondo antico) est un film italien réalisé en 1941 par Mario Soldati. Il est adapté du roman italien éponyme d'Antonio Fogazzaro, publié en 1895.

## Synopsis
En Lombardie, durant la domination autrichienne, dans les années 1850, le jeune Franco Maironi, petit-fils d'une marquise tyrannique, épouse, contre la volonté de celle-ci, la fille d'un modeste fonctionnaire, Luisa. La vieille marquise persécute alors le couple, déshérite Franco, malgré l'existence d'un testament dont un ami, le professeur Gilardoni, a fort heureusement conservé une copie. Grâce à l'appui d'un oncle vénérable, le couple sera hébergé et donnera naissance à une fillette, Ombretta. Mais Franco est mêlé à un mouvement révolutionnaire anti-autrichien et doit fuir… C'est au cours de cette absence, que Luisa Maironi, désireuse de s'expliquer avec la marquise, laissera sa fille, convaincue qu'elle est en sécurité avec l'oncle Piero. Or, la petite fille se noie dans le lac de Lugano, au cours d'une baignade. Très affectée et se sentant coupable, Luisa veut se séparer de Franco.

## Fiche technique
- Titre original : Piccolo mondo antico
- Titre français : Le Mariage de minuit
- Réalisation : Mario Soldati, assisté de Lucio De Caro
- Assistants réalisateurs : Lucio De Caro, Alberto Lattuada, Dino Risi
- Scénario : Mario Bonfantini, Emilio Cecchi, Alberto Lattuada, Mario Soldati
- Décors : Gastone Medin
- Costumes : Maria De Matteis, Gino Sensani
- Photographie : Arturo Gallea (extérieurs) ; Carlo Montuori (studios). 35 mm, noir et blanc
- Caméra et département électrique : Carlo Nebiolo
- Montage : Gisa Radicchi Levi (non crédité)
- Production : Carlo Ponti (non crédité), ATA
- Lieux de tournage : Studios FERT Turin ; lac de Côme, Lombardie.
- Pays de production :  Royaume d'Italie
- Langue : italien
- Année de réalisation : 1941
- Genre : Film dramatique
- Durée: 106 minutes
- Distribution en France : 7 avril 1948

## Distribution artistique
- Alida Valli: Luisa Rigey Maironi
- Massimo Serato: Franco Maironi
- Ada Dondini: la marquise Orsola Maironi
- Annibale Betrone: l'oncle (« Zio ») Piero
- Mariù Pascoli: Ombretta Maironi, la fille de Luisa et Franco
- Giacinto Molteni: le professeur Gilardoni
- Elvira Bonecchi: signora Pasotti
- Enzo Biliotti: signor Pasotti
- Carlo Tamberlani: don Costa, le prêtre

## Distinction
- Mostra de Venise 1941 : Prix spécial de la meilleure actrice de l'année pour Alida Valli

## Autour du film
- Alida Valli, interprète bouleversante de Luisa Maironi, retrouvera dans Senso (1954) de Luchino Visconti, sous les traits de la comtesse Livia Serpieri, un rôle situé dans un contexte politique et historique très proche. Toutefois, alors qu'ici les personnages et le drame sentimental occupent le devant de la scène, dans le film de Visconti, l'Histoire n'est plus seulement « une simple et vague toile de fond mais le protagoniste essentiel[1] ». Alida Valli ayant, elle-même, vécu non loin du lac de Côme, était issue d'un milieu aristocratique, était née sur les bords de l'Adriatique, avait des origines austro-hongroises et ne cessa, cependant, de se revendiquer italienne. On saisit à quel point elle sut et put s'identifier si fortement aux personnages de Luisa avec Mario Soldati et de la comtesse Livia avec Luchino Visconti.
- Alberto Lattuada, assistant réalisateur et scénariste du film, indique pourtant qu'à propos de Piccolo mondo antico, la moindre « réplique contre l'Allemagne ou l'Autriche » échappant à la censure constituait, dans le contexte de l'époque, « une grande victoire », ce qui le conduit à considérer ce film comme un « film par-dessus tout patriotique, anti-autrichien et donc indirectement anti-allemand. En bref, c'était l'esprit du Risorgimento ». « Donc, quand il est sorti au printemps de 1941, poursuit-il, il eut un énorme succès surtout pour cette raison : il laissait filtrer des humeurs anti-allemandes, il n'était pas aligné sur le régime, il n'était pas apologétique. En plus, il était bien fait. » (Entretien avec Jean A. Gili, Rome, février 1972).
- Dans une scène de la première partie du film où des hommes (dont Franco Maironi) font référence à Cavour et à la guerre de Crimée, l'un d'entre eux invite les autres à boire un vin millésimé… 1930, alors que l'histoire est censée se dérouler au milieu du XIXe siècle ! [C'est une erreur de la traduction française : le personnage dit en réalité "...des années 30", et il faut naturellement comprendre "1830".]